# SUDEP
SUDEP (zkratka z anglického sudden unexpected death in epilepsy) je náhlá, neočekávaná smrt u pacienta s epilepsií. Je definovaná jako náhlá a neočekávaná smrt, která nebyla způsobena úrazem, tonutím ani epileptickým statem a jejíž příčina nebyla objasněna post-mortem vyšetřením anatomickým a toxikologickým
Odhadovaná incidence SUDEP je 0,81 případů na 100 000 obyvatel nebo 1,16 na 1000 pacientů s epilepsií. Kumulativní riziko SUDEP při sledování 40 let dosahuje 7%  a u pacientů, kteří nejsou v remisi onemocnění nebo neberou medikaci až 12%.

## Patofyziologie
Přesný mechanismus SUDEP není doposud znám. Existuje několik teorií, které předpokládají respirační, kardiální, mozkovou a autonomní dysfunkci.

### Kardiální příčiny
Kardiální etiologie vychází z předpokladu, že epilepsie a epileptické záchvaty mají nepříznivý efekt na kardiální funkce, které mohou hrát důležitou roli v patofyziologii SUDEP. Záchvaty mohou vyvolávat změny srdečního rytmu jako např. tachykardii, bradykardii či prodloužený QT interval, a to nejspíše na podkladě změn autonomního nervového systému spojených se záchvatem. Periiktální tachykardie, obecně definovaná jako srdeční akce nad 100 úderů za minutu, která se objevuje před, během nebo po záchvatu, je běžnou součástí záchvatů a vyskytuje se až u 82% pacientů. Iktální tachykardie byla identifikovaná u 2 pacientů s hrozícím SUDEP (tzv. near SUDEP). Iktální bradykardie je výrazně méně častá než iktální tachykardie a většinou jí nacházíme u pacientů s temporálními epilepsiemi. Postiktální bradykardie následovaná apnoe byla konzistentním nálezem u pacientů ve studii MORTEMUS. Dalším faktorem, který může hrát roli v kardiálně podmíněném SUDEP jsou změny v délce QT intervalu, vzhledem k tomu, že prodloužení a zkrácení QT intervalu je asociováno s rizikem náhlé smrti v obecné populaci. Délka QT intervalu (tedy trvání deporalizace komor) se může měnit u pacientů s farmakorezistentní epilepsií v období po generalizovaném tonicko-klonickém záchvatu nebo v návaznosti na desaturaci při epileptickém záchvatu, což může hrát etiologickou roli v SUDEP. Tento předpoklad vyvrátila studie 19 pacientů, kteří později zemřeli na SUDEP, přičemž zastoupení pacientů s prodlouženým QT intervalem v návaznosti na záchvat bylo podobné jako u pacientů, kteří na SUDEP neutrpěli.

### Respirační
Zhoršená respirace, záchvatem indukovaná pulmonální dysfunkce či centrální apnoe způsobena supresí dechového centra v mozkovém kmeni jsou faktory, které hrají roli v některých případech SUDEP. K SUDEP dochází většinou během spánku a pacienti zemřelí na SUDEP častěji trpěli nočními záchvaty. Téměř ke všem SUDEP došlo v poloze na břiše a během spánku. Přítomnost další osoby během spánku pacienta se jeví jako protektivní faktor SUDEP. Raritní výskyt SUDEP během supervidovaného spánku se přičítá rychlejší reakci okolí, díky které dojde k obnovení kardiopulmonálních funkcí včas. U většiny pacientů se SUDEP se nachází během pitvy plicní edém. Ačkoliv nebývá těžkého stupně, může umocňovat ostatní záchvatem indukované respirační změny.

### Autonomní dysfunkce
U pacientů s farmakorezistentní epilepsií  bylo demonstrována dysregulace autonomních funkcí jako např. vyšší tonus sympatiku, vyšší tonus rezistentních cév, nižší parasympatická reaktivita a nižší parasympatický tonus. Pacienti s farmakorezistentní epilepsií na antiepieleptické medikaci mají sníženou variabilitu srdeční frekvence. Tento faktor se jeví jako důležitý rizikový faktor SUDEP u pacientů s diabetes mellitus II. typu a infarktem myokardu, přičemž není jasné, zda se jedná o důsledek antiepileptik nebo refrakterní epilepsie.

### Cerebrální příčiny
Postiktální generalizovaná suprese na EEG se objevuje u některých pacientů po generalizovaném záchvatu, vzácněji po jiných typech záchvatu. Právě přítomnost generalizovaných tonicko-klonických záchvatů je největším rizikem SUDEP napříč studiemi. V současnosti není jasné, zda pozáchvatová generalizovaná suprese na EEG je důsledkem postiktální deprese kortikální aktivity či postiktální hypoxie nebo narušení ascententního retikulárního aktivačního systému. Podle některých studií postiktální generalizovaná suprese na EEG trvající 50 sekund a déle je asociována s větším rizikem SUDEP. Nicméně pozdější studie toto nepotvrdily. Předpokládaným důsledkem postiktální generalizované suprese na EEG může vyústit v centrální apnoe. Jiné studie však prokázaly, že postiktální generalizovaná EEG suprese byla spojena s délkou a tíží desaturace hemoglobinu kyslíkem, nikoliv s incidencí centrální apnoe. Toto zjištění vedlo k jiné teorii, že postiktální generalizovaná suprese na EEG ovlivňuje specifickou pulmonální dysfunkci vázanou na epileptický záchvat, více než výskyt centrální apnoe.

### Role neurotransmiterů a dalších látek
Během epileptikého záchvatu se uvolňuje řada různých neurotransmiterů, jejichž význam v etiologii SUDEP musí být dále posouzen. Důležitou roli hraje při SUDEP pravděpodobně serotonin. Hladina tohoto neurotransmiteru je u pacientů s epilepsií nižší, a právě nižší hodnoty serotoninu jsou asociovány se SUDEP. Hladina serotoninu jednak klesá během spánku, zároveň má modulační vliv na regulaci dýchání v mozkovém kmeni. Ve zvířecím modelu podávání inhibitoru zpětného vychytávání serotoninu fluoxetinu redukovalo útlum respirace. SUDEP může být spojený se syndromem náhlého úmrtí kojence, u kterého byla nalezena nižší hladina serotoninu v prodloužené míše.

## Rizikové faktory
- Doba trvání a závažnost epilepsie[10]
- Přítomnost generalizovaných tonicko-klonických záchvatů a nočních záchvatů[10]
- Prolongovaná tonická fáze záchvatů[10]
- Délka postiktální generalizované suprese na EEG (některými studiemi nepotvrzeno – viz výše)[11]
- Nižší věk při nástupu záchvatů
- Mužské pohlaví[12]
- Přítomnost komorbidit – mentální retardace, demence, psychiatrické onemocnění, abúzus alkoholu nebo drog (žádný z těchto faktorů nebyl jednoznačně potvrzen)[12]
- Polyterapie – ačkoliv zde není jasné, zda jde o nezávislý faktor nebo pouze jiné vyjádření farmakorezistence[13]
- Špatná compliance s léčbou[14]
- Lamotrigin – podle norské studie 26 pacientů se SUDEP, z nichž 10 bylo žen užívající lamotrigin, byla signifikantní asociace mezi užívání lamotriginu a SUDEP u žen.[15] Další analýza dat z randomizovaných kontrolovaných studií ukázala, že nebyl signifikantní rozdíl mezi pacientkami užívající lamotrigin a placebo. Nicméně tato studie měla široký konfidenční interval, a proto není vyloučen klinicky důležitý efekt lamotriginu.[16]

## Prevence
Vzhledem k tomu, že není znám přesný mechanismus vzniku SUDEP, je také prevence postavena na jednotlivých dílčích postupech, které by měly snížit riziko SUDEP. Patří sem:

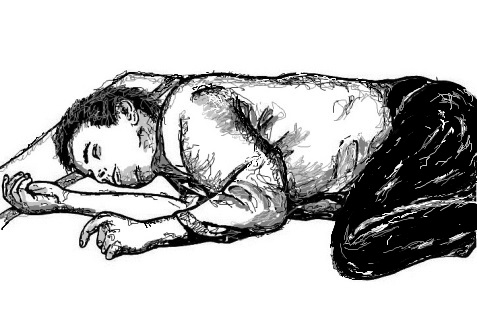
Stabilizovaná - zotavovací poloha - obecně určená pro pacienty v bezvědomí se zachovaným dýcháním a krevním oběhem

- Redukce výskytů generalizovaných záchvatů
- Přítomnost další osoby během spánku
- Vyčkání odeznění pozáchvatového stavu, kontrola stavu a polohy těla – v případě polohy na břiše změna polohy (např. stabilizovaná poloha na boku)
- Úspěšné provedení epileptochirurgického výkonu – záleží na pooperační redukci frekvence záchvatů[17]
- Znalost první pomoci osob žijící v jedné domácnosti[5]
- Používání polštáře designovaného proti riziku dušení[18]
- Epileptici se srdečními arytmiemi během záchvatů by měli podstoupit extenzivní kardiální dovyšetření se stanovením adekvátního managementu kardiálních obtíží (např. implantace kardiostimulátoru)
- Lékaři poskytující informace pacientům a rodinným příslušníkům ohledně rizika SUDEP
- Selektivní inhibitory zpětného vychytávání serotoninu tzv. SSRI – podle některých studií snižují riziko záchvatem indukované náhlé srdeční smrti v rámci SUDEP[19]